# Хаджидимитрово (Ямбольська область)
Хаджидими́трово (болг. Хаджидимитрово) — село в Ямбольській області Болгарії. Входить до складу общини Тунджа.

## Населення
За даними перепису населення 2011 року у селі проживали 635 осіб.
Національний склад населення села:
| Національність   | Кількість осіб | Відсоток |
| ---------------- | -------------- | -------- |
| болгари          | 360            | 57,0%    |
| цигани           | 261            | 41,3%    |
| турки            | 5              | 0,8%     |
| інша             | 0              | 0%       |
| не визначились   | 6              | 0,9%     |
| Всього відповіли | 632            |          |

Розподіл населення за віком у 2011 році:
Динаміка населення: